# Paraliparis kocki
Paraliparis kocki és una espècie de peix pertanyent a la família dels lipàrids.

## Descripció
- Fa 27,7 cm de llargària màxima.
- Nombre de vèrtebres: 57-59.[4]

## Hàbitat
És un peix marí i demersal que viu entre 1.914 i 1.920 m de fondària.

## Distribució geogràfica
Es troba a l'estret de Bransfield (entre les illes Shetland del Sud i la península Antàrtica).